# Sit-in d'El Kamour
Le sit-in d'El Kamour (arabe : اعتصام الكامور) est un mouvement de protestations qui ont lieu dans la région pétrolière d'El Kamour dans le gouvernorat de Tataouine, au sud de la Tunisie, durant la période du 23 avril au 16 juin 2017, date à laquelle un accord est signé entre le gouvernement et les manifestants.
L'appellation attribuée à ce mouvement de contestation fait écho à la route d'El Kamour qu'empruntent les compagnies pétrolières pour se ravitailler en pétrole et le transporter vers le port de Zarzis. Le mouvement se déclenche pour réclamer le développement, la création d'emplois et une meilleure gestion des richesses naturelles de la région.

## Causes

### Causes sociales
Les principales raisons de l'escalade des tensions dans le sud de la Tunisie et du sit-in de jeunes dans la région d'El Kamour sont liées à leur revendication de leur droit au travail et de l'égalité entre eux et le reste des jeunes du pays, d'autant plus que leur région abrite des richesses naturelles plus importantes que plusieurs autres régions, et étant donné les difficultés quotidiennes que vivent les habitants à cause d'une infrastructure en mauvais état, un manque d'administrations et d'installations publiques et les difficultés du climat naturel saharien.
Par la suite, les revendications évoluent pour inclure un appel au développement par l'imposition d'un principe de participation des compagnies pétrolières dans le développement de la région qui souffre d'un manque d'attention malgré son importance économique, surtout dans le domaine de l'énergie.
Par ailleurs, un groupe de militants soutenant le mouvement appelle à nationaliser les ressources naturelles, en particulier le pétrole, ou au moins de publier ce qu'ils considèrent comme les « chiffres réels » de ces richesses naturelles, ce qui constitue une continuité du mouvement « Où est le pétrole » qui débute en 2015 et qui s'est peu à peu estompé par la suite.

### Causes politiques
Certaines personnalités, syndicats et partis politiques soutiennent ce mouvement dont l'Union générale tunisienne du travail, Hizb el-Harak, Ennahdha, Afek Tounes, Al Joumhouri, Al Amal et le Front populaire, tandis que des personnalités telles que Safi Saïd, ancien candidat à l'élection présidentielle de 2014, et Hamma Hammami, porte-parole du Front populaire, appelle à nationaliser les ressources naturelles,.

## Déroulement

### 23 au 28 avril
Le 23 avril, un groupe d'environ 1 500 jeunes du gouvernorat de Tataouine se rendent dans la région d'El Kamour pour bloquer les routes et empêcher les voitures et les camions des sociétés pétrolières installées dans le désert de se ravitailler en pétrole pour faire pression sur le gouvernement,. Ils installent par ailleurs des tentes, ce qui marque le début du sit-in,.
Le 24 avril, des manifestants ferment une station de pompage de pétrole dans le but de provoquer une escalade des tensions et des manifestations à la suite du silence du gouvernement.
Accompagné d'une délégation de ministres et secrétaires d'État, le chef du gouvernement Youssef Chahed se rend le 27 avril à Tataouine pour négocier avec les représentants régionaux des partis et de la société civile, et annoncer des projets de développement,. Les négociations échouent néanmoins et les manifestations s'intensifient.
En manque d'approvisionnement en eaux et en nourriture, les employés du site pétrolier appellent le 28 avril les manifestants à dégager les routes pour leur permettre de résoudre la situation. Les manifestants laissent alors passer des voitures et des bus affectés pour évacuer les ouvriers des champs pétroliers,. L'évacuation de près de 700 ouvriers s'achève au soir du 29 avril.

### 1erau 15 mai
En plus de l'aide sanitaire et alimentaire dont bénéficient les manifestations dès le premier jour, ils reçoivent de l'aide financière de la part de Tunisiens de l'étranger,.
Les manifestants rejettent la proposition du gouvernement qui prévoient le recrutement de plusieurs ouvriers et l'augmentation des budgets, estimant que celles-ci ne sont pas suffisamment à la hauteur de ce qu'ils réclament par leur sit-in.
Le 6 mai, des personnes originaires de Tataouine mais résidant à Paris effectuent une manifestation pacifique de soutien durant laquelle ils demandent au gouvernement d'assumer ses responsabilités et de donner son droit à la région en matière d'emploi et de développement. Le lendemain, des citoyens de Tataouine organisent une manifestation pour soutenir le sit-in et les revendications.
Le 8 mai, les protestataires publient une liste finale des revendications du sit-in, portant sur :
- la création de 1 500 emplois dans les sociétés pétrolières ;
- la création de 3 000 emplois dans la société d'environnement et de jardinage ;
- l'attribution de 100 millions de dinars au profit du fonds de développement régional.

Le président de la République Béji Caïd Essebsi prononce le 10 mai un discours au palais des congrès de Tunis dans lequel il réagit aux évènements du sit-in et expose le manque d'objectif des protestataires, appelant toutefois au dialogue. Par ailleurs, il annonce que l'armée sera chargée de sécuriser les établissements publics vitaux pour l'économie nationale, dont les établissements et champs pétroliers,. Ces déclarations sont dénoncées par les manifestants ainsi que par certains de leurs soutiens, à l'instar du secrétaire général de l'Union générale tunisienne du travail, Noureddine Taboubi,.
Le gouvernement, représenté par le ministre de la Formation professionnelle et de l'Emploi, Imed Hammami, présente le 15 mai aux protestataires une nouvelle proposition consistant à :
- recruter 1 000 jeunes dans les compagnies pétrolières ;
- recruter 200 jeunes dans la société d'environnement, plantation et jardinage durant les années 2017 et 2018 ;
- créer un fonds de développement régional de 50 millions de dinars annuels[28].

### 16 au 22 mai
Le 16 mai, la proposition ministérielle est présentée au vote des participants du sit-in dont une majorité décide d'accepter l'accord. Cependant, un certain nombre de manifestants refusent de se soumettre à cette proposition et déplacent l'emplacement du sit-in. La réunion de négociation entre le gouvernement et la coordination du sit-in s'achève finalement sans un accord définitif, et le sit-in reprend donc près de la station de pompage de pétrole.
Le 18 mai, cinq manifestants opposés à la dernière offre gouvernementale entament une grève de la faim et accordent au gouvernement 48 heures pour satisfaire leurs revendications, menaçant d'une escalade et d'une grève générale si le gouvernement n'agit pas dans les temps,.
Le 20 mai, des manifestants tentent d'accéder à la station de pompage pour la fermer alors que celle-ci est protégée par l'armée. Malgré des tirs de sommation de l'armée, les protestataires parviennent à fermer la station sans accrochages,,,. Des renforts de l'armée sont envoyés par la suite.
Le lendemain, le ministère de la Défense annonce qu'un ingénieur de la société pétrolière est appelé pour remettre en marche la vanne après que la pression d'extraction ait été baissée. Le chef du gouvernement ordonne également la protection des sites de production et appelle les gouverneurs à faire preuve de plus de fermeté en ce qui concerne le blocage,. De nouveaux renforts sont d'ailleurs envoyés à l'emplacement du sit-in qui est à nouveau sécurisé par la garde nationale,. Après la remise en marche du site de pompage, des manifestations se déclenchent durant la nuit dans le gouvernorat pour soutenir le sit-in.
Le 22 mai, des manifestations se déroulent à Tataouine et dans des villes voisines qui se transforment rapidement en affrontements entre les manifestants et les forces de l'ordre. Les manifestants s'introduisent dans le siège du gouvernorat et incendient les districts de sûreté et la garde nationale,. Les forces de l'ordre utilisent des gaz lacrymogènes pour disperser les manifestants. Ces affrontements entraîne le décès du manifestant Anouar Sokrafi et plusieurs blessures dans les deux camps,. Une vanne reliant le champ pétrolier d'El Borma à la station d'El Kamour est fermée par la société d'exploitation pétrolière à la suite d'actes de sabotage,.
Le 23 mai, une grève générale est organisée dans la ville de Douz. Des marches protestataires ont également lieu en soutien au sit-in au centre de Tunis et à Sidi Bouzid.
L'homme d'affaires Chafik Jarraya et l'ancien candidat à l'élection présidentielle Yassine Chennoufi sont arrêtés sous l'accusation de corruption et d'atteinte à la sécurité de l'État ; ils sont suspectés d'être impliqués dans les évènements d'El Kamour.
Le 24 mai, le coordinateur du sit-in déclare durant une intervention à la radio que leurs manifestations sont pacifiques et que les violences produites durant la journée du 22 mai ne sont pas représentatives du mouvement, et qu'il ne s'agit que de saboteurs déterminés à salir l'image du sit-in. Il exprime également la colère des manifestants face à l'insouciance du gouvernement à l'égard des funérailles du manifestant décédé et annonce que les protestataires le vengeront dans le cadre de la loi.

## Tentative ratée de levée dusit-in
Un important déploiement des forces de l'ordre intervient le 22 mai 2017 pour essayer de lever le sit-in, ce qui entraîne la mort d'un manifestant écrasé par un véhicule de la garde nationale et de graves blessures chez un autre,. Cela aggrave la situation et génère des mouvements d'attaque et de retraite entre les manifestants et les forces de l'ordre, qui sont forcées à quitter leurs positions.
Le 24 mai, le gouverneur de Tataouine Mohamed Ali Barhoumi présente sa démission.

## Résolution de la crise

### Négociations
Dès le début des manifestations, le 4 avril, une délégation ministérielle du gouvernement, composée du ministre des Affaires sociales Mohamed Trabelsi, du ministre chargé des relations avec le Parlement Iyed Dahmani et du secrétaire d'État chargé de l'Économie numérique Habib Debbabi, ainsi que de députés du gouvernorat tentent de trouver des solutions à la crise.
Quelques jours après, le 27 avril, le chef du gouvernement Youssef Chahed effectue une visite dans le gouvernorat accompagné d'une autre délégation ministérielle composée du ministre de l'Emploi Imed Hammami, du ministre du Commerce Zied Ladhari, du ministre des Affaires sociales, de la ministre de l'Énergie, des Mines et des Énergies renouvelables Hela Cheikhrouhou, du ministre du Développement et de la Coopération internationale Fadhel Abdelkefi et de la secrétaire d'État à la Formation professionnelle chargée de l'Initiative privée Sayida Ounissi. Durant cette visite, il négocie directement avec les manifestants au siège du gouvernorat, et annonce 64 nouvelles mesures en faveur de la région, mais les représentants des protestataires les refusent,.
Après le décès du manifestant Anouar Sokrafi, le ministre de la Défense Farhat Horchani se déplace chez la famille de la victime pour présenter ses condoléances. Une délégation d'Ennahdha composée notamment d'Ali Larayedh, Abdelkrim Harouni et Noureddine Bhiri effectue aussi le déplacement pour présenter leurs condoléances et discuter avec des manifestants. Une délégation de la commission parlementaire de défense et de sécurité présidée par Abdellatif Mekki se rend également dans le gouvernorat pour dialoguer avec les manifestants et essayer de calmer la situation. Quelques mois après le décès de Sokrafi, un groupe de manifestants installent une plaque commémorative à son nom dans le lieu où il a été mortellement touché à El Kamour.

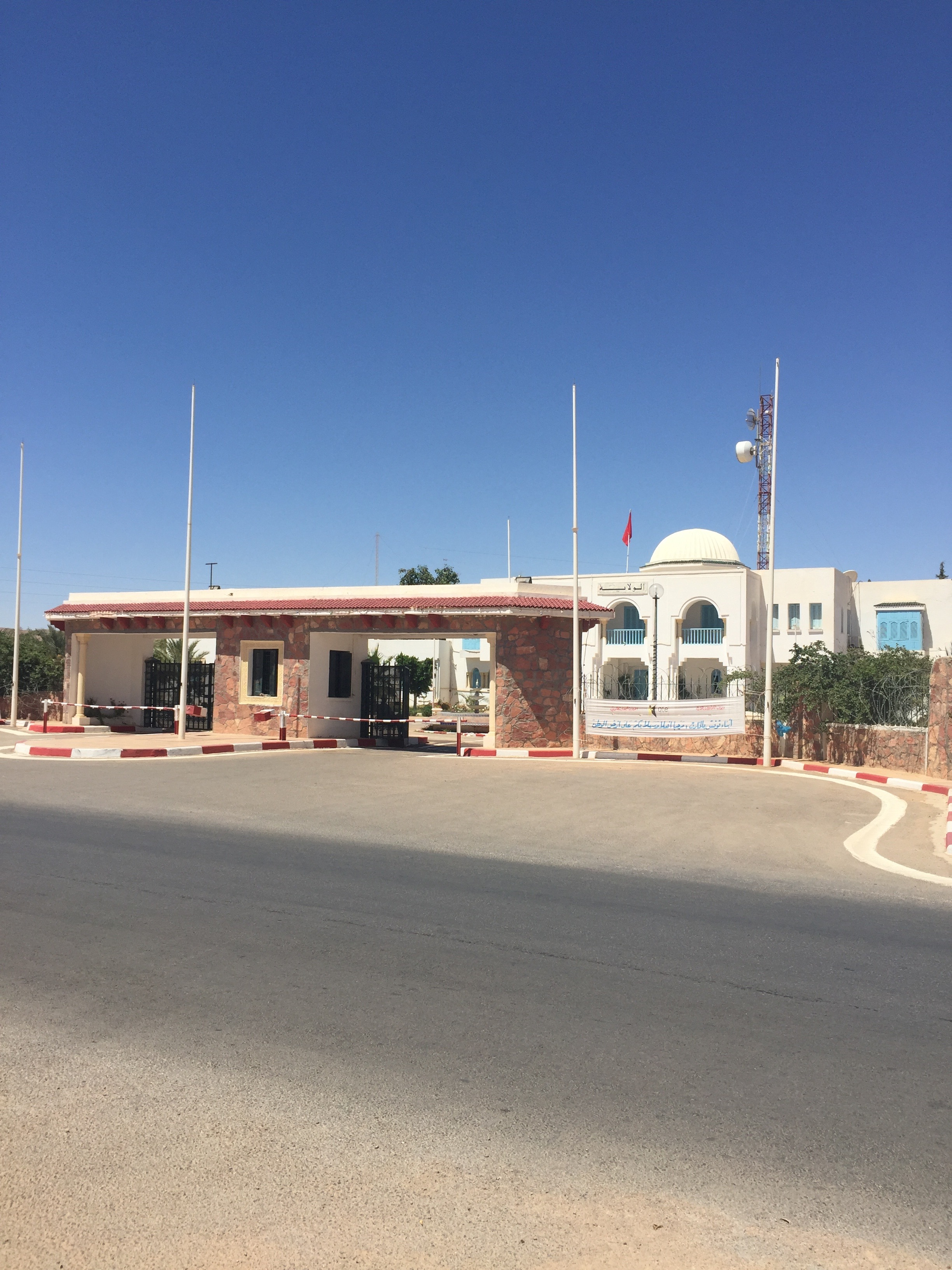
Siège du gouvernorat, lieu des négociations.

Durant la nuit du 15 au 16 juin 2017, des négociations sont organisées au siège du gouvernorat de Tataouine entre le ministre de l'Emploi et de la Formation professionnelle, en tant que représentant du gouvernement et responsable du dossier des négociations, le gouverneur de Tataouine Adel Ouerghi et des députés du gouvernorat, avec la médiation du secrétaire général de l'Union générale tunisienne du travail (UGTT), Noureddine Taboubi, pour garantir l'accord avec les représentants du sit-in d'El Kamour.

### Accord final
Les deux parties finissent par obtenir un accord au matin du 16 juin, signé par le ministre, le gouverneur et le secrétaire général de l'UGTT d'un côté, et par le père d'Anouar Sokrafi, décédé durant le sit-in, en tant représentant des manifestants de l'autre. Les clauses de l'accord sont les suivantes :
- Recrutement d'un membre de la famille du martyr Anouar Sakrafi et d'un membre de la famille du blessé Abdallah Elaway ;
- Reprise immédiate de la production et réouverture immédiate de la station de pompage de pétrole ;
- Levée du sit-in dans la station et réouverture de la route d'El Kamour ;
- Recrutement de 3 000 personnes dans la société d'environnement, plantation et jardinage (1 000 en 2017, (1 000 en 2018 et 500 en 2019) ;
- Recrutement de 1 500 personnes au sein des compagnies pétrolières (1 000 en 2017 et 500 en 2018) ;
- Affectation d'un budget de 80 millions de dinars tunisiens par année à un fonds de développement et d'investissement à Tataouine ;
- Renoncement par l'État de poursuivre les sit-inneurs.